# Bulbophyllum gymnopus
Bulbophyllum gymnopus é uma espécie de orquídea (família Orchidaceae) pertencente ao gênero Bulbophyllum. Foi descrita por Joseph Dalton Hooker em 1890.